# Steve Knight (Poolbillardspieler)
Steve Knight (* 12. Juli 1973; † Januar 2019) war ein englischer Poolbillardspieler.

## Karriere
Im August 1997 nahm Steve Knight erstmals am World Pool Masters teil, schied dort jedoch bereits im Achtelfinale aus. 1998 erreichte er beim World Pool Masters das Viertelfinale, bevor er 1999 erneut in der ersten Runde verlor. Im Juli 2000 erreichte Knight das Sechzehntelfinale der 9-Ball-Weltmeisterschaft und unterlag dort dem Japaner Kunihiko Takahashi. Im August 2000 wurde er Dritter beim World Pool Masters, im November gewann er durch einen Finalsieg gegen den Philippiner Francisco Bustamante die World Pool League. Im Juli 2001 unterlag Knight bei der 9-Ball-WM in der Runde der letzten 64 gegen den Amerikaner Jeremy Jones. Im September 2001 erreichte er das Viertelfinale des World Pool Masters, im November wurde er Neunter beim Tokyo 9-Ball Event und Sechster bei der World Pool League. Bei den 9-Ball-Weltmeisterschaften 2002 und 2003 schied Knight in der Runde der letzten 64 gegen Oliver Ortmann beziehungsweise Mika Immonen aus.
Knight war viermal (1998, 1999, 2000, 2001) Teil des europäischen Teams beim Mosconi Cup, mit dem er jeweils gegen die USA verlor.